# Almir Albuquerque
Almir Albuquerque, właśc. Almir Moraes de Albuquerque lub Almir Pernambuquinho (ur. 28 października 1937 w Recife, zm. 6 lutego 1973 w Rio de Janeiro) – brazylijski piłkarz, występujący podczas kariery na pozycji napastnika.

## Kariera klubowa
Karierę piłkarską Almir Albuquerque zaczął w klubie Sport Recife w 1956 roku. W latach 1957–1960 grał w CR Vasco da Gama. Z Vasco da Gama zdobył mistrzostwo stanu Rio de Janeiro – Campeonato Carioca w 1958 roku. W latach 1960–1961 występował w Corinthians São Paulo, z którego wyjechał do Argentyny do Boca Juniors. Z Boca Juniors zdobył mistrzostwo Argentyny 1962. W tym samym roku miał epizod we włoskich Fiorentinie i Genoi.
Po powrocie do Brazylii występował w Santosie FC. Z Santosem zdobył mistrzostwo stanu São Paulo – Campeonato Paulista w 1964, dwukrotnie Taça Brasil w 1963 i 1964, Copa Libertadores 1963 oraz Puchar Interkontynentalny 1963. W latach 1965–1967 grał w CR Flamengo. Z Flamengo zdobył mistrzostwo stanu Rio de Janeiro w 1965 roku. Karierę zakończył w Américe Rio de Janeiro w 1967 roku.

## Kariera reprezentacyjna
W reprezentacji Brazylii Almir Albuquerque zadebiutował 10 marca 1959 w meczu z reprezentacją Peru podczas Copa América 1959, na których Brazylia zajęła drugie miejsce. Na tym turnieju Almir wystąpił w trzech meczach z Peru, Urugwajem i Argentyną. Ostatni raz w reprezentacji wystąpił 3 lipca 1960 w wygranym 2-1 meczu z reprezentacją Paragwaju w Copa del Atlantico 1960. Ogółem w reprezentacji Almir Albuquerque wystąpił w 6 razy i strzelił bramkę.